# Lockwood (Missouri)
Pour les articles homonymes, voir Lockwood.
Lockwood est une ville du comté de Dade, dans le Missouri, aux États-Unis,. Située à l'est du comté, elle est fondée en 1881 et incorporée en 1883.

## Démographie
Lors du recensement de 2010, la ville comptait une population de 936 habitants. Elle est estimée, en 2016, à 908 habitants.

## Source de la traduction
- (en) Cet article est partiellement ou en totalité issu de l’article de Wikipédia en anglais intitulé « Lockwood, Missouri » (voir la liste des auteurs).